# Maldonado (departement)
Maldonado er et af de 19 departementer i Uruguay. Departementet har et areal på 4.793 kvadratkilometer og et indbyggertal (pr. 2004) på 140.192
Maldonado-departementets hovedstad er byen Maldonado.
34°38′00″S 54°53′00″V / 34.6333°S 54.8833°V